# Antoine César Becquerel
Antoine César Becquerel (Châtillon-Coligny, 7 de março de 1788 — Châtillon-sur-Loing, 18 de janeiro de 1878) foi um físico francês.
Descobridor da célula fotovoltaica (1839), é considerado o pai da eletroquímica. (carece de informações, visto que faleceu em 1878. O descobridor do fenômeno fotovoltaico / efeito becquerel foi seu filho Alexandre Edmond becquerel aos 19 anos).
Entrou na École Polytechnique em 1806, após estudar na Escola Central de Fontainebleau e no Liceu Henrique IV, onde foi aluno de Augustin Louis Cauchy. 
Em 1808 entrou para uma escola militar em Metz, da qual saiu no ano seguinte como segundo-tenente. Em seguida, e durante mais de dois anos, lutou nas campanhas na Espanha e França, sob as ordens do General Suchet. Feito capitão e Cavaleiro da Legião de Honra, foi nomeado inspetor assistente de estudos na  École Polytechnique. Durante a invasão de 1814 voltou à ativa como militar, mas sua então pouca resistência física fê-lo desistir definitivamente da carreira militar e passou a se dedicar ao verdadeiro sucesso de sua vida: o estudo da eletricidade.
Concordou com André-Marie Ampère, mas discordou da teoria eletromotiva de Volta, quando começou a se aprofundar em suas pesquisas em eletroquímica. Em termoeletricidade desenvolveu em 1829 a célula de corrente constante, precursora da famosa célula de Daniell, e aplicou seus resultados na construção de um termômetro elétrico, que empregou para a determinação da temperatura interna em animais, do solo em diferentes profundidades, e da atmosfera a diferentes altitudes.
Também pesquisou meteorologia, clima, agricultura e metalurgia. Publicou mais de quinhentos artigos e vários livros, dentre os quais:
- Traité expérimental de l'électricité et du magnétisme, et de leurs rapports avec les phénomènes naturels, 7 vols (1834-1840);
- Eléments d'électrochimie appliquée aux sciences naturelles et aux arts (1843);
- Traité de physique considérée dans ses rapports avec la chimie et les sciences naturelles, 2 vols. (1842-1844),
- Traité des engrais inorganiques en général, et du sel marin en particulière (1848);
- Des climats et de l'influence qu'exercent les sols boisés et non boisés (1853);
- Eléments d'électrochimie appliquée aux sciences naturelles et aux arts, segunda e póstuma edição (1864).

além de vários outros trabalhos escritos com seu filho Edmond. 
Morreu em 1878 e personificou a primeira de quatro gerações de cientistas franceses que deu contribuições científicas importantes por dois séculos. Foi o pai do físico Alexandre Edmond Becquerel (1820-1891) e do médico Louis Alfred Becquerel (1814-1862), avô do Nobel de Física de 1903, Antoine Henri Becquerel (1852-1908) e bisavô do também físico Jean Antoine Becquerel (1878-1953). 
Foi laureado com a Medalha Copley da Royal Society de Londres, embora não tenha tido em vida o devido reconhecimento como cientista e inventor, entre os britânicos. Foi eleito membro da Académie des Sciences (1829), tornou-se professor de física e administrador do Museu Nacional de História Natural (França) (1837) e Comandante da Legião de Honra.
É um dos 72 nomes perpetuados na Torre Eiffel.